# 클라이드 쿠사추
클라이드 쿠사추(Clyde Kusatsu, 일본어: クライド草津 구라이도 구사쓰[*], 1948년 9월 13일 ~ )는 미국의 배우, 노동 운동가이다.
호놀룰루에서 태어났다.

## 출연 작품
- 초콜렛 도넛 (2012년) - 의사 나카무라 역
- A Nanny for Christmas (2010년)
- 해롤드와 쿠마 2 - 관티나모로부터의 탈출 (2008년)
- 헬보이 - 폭풍의 검 (2006년)
- 킴 파서블: 소 더 드라마 (2005년)
- 그녀가 모르는 그녀에 관한 소문 (2005년)
- 프리티 퍼스웨이전 (2005년)
- 쇼핑걸 (2005년)
- 인터프리터 (2005년) - 경찰서장 리 우 역
- 월드 트레져 - 운명의 창을 찾아서 (2004년)
- 파파라치 (2004년)
- 유나이티드 스테이츠 오브 리랜드 (2003년)
- 노래하는 탐정 (2003년)
- 호미사이드 (2003년)
- 방학 대소동 - 여름방학 구출작전 (2001년) - 신고 씨 역
- 닥터 두리틀 2 (2001년)
- 아메리칸 트레져디 (2000년)
- 배트맨 비욘드: 더 무비 (1999년)
- 아메리칸 파이 (1999년) - 영어 선생 역
- 미키의 환상의 크리스마스 (1999년)
- 고질라 (1998년)
- 파라다이스 로드 (1997년)
- 알라딘 3 : 알라딘과 도적의 왕 (1996년)
- 탑 독 (1995년)
- 사라의 이중 생활 (1994년)
- 드림 러버 (1994년)
- 앤 더 밴드 플레이드 온 (1993년)
- 떠오르는 태양 (1993년)
- 사선에서 (1993년)
- 메이드 인 아메리카 (1993년)
- 못말리는 람보 (1993년)
- 드래곤 (1993년)
- 시티 레인져 (1993년)
- 레이븐 (1992년)
- 철인 무적 (1991년)
- 배반의 키스 (1991년)
- FBI 기동 타격대 2 (1990년)
- 어둠 속의 호놀룰루 (1990, Revealing Evidence: Stalking the Honolulu Strangler)
- 전선 위의 참새 (1990년)
- 불타는 바다 (1989년)
- 블루스 브라더스 2 (1989년)
- 터너와 후치 (1989년) - 케빈 윌리엄스 역
- 청춘 해부학 (1989년)
- 런 틸 유 폴 (1988년)
- 래구나의 열기 (1987년)
- 상하이 유혹 (1986년)
- 정글의 플레이보이 (1985년)
- 럭키 댄싱 2 (1984, Gimme an 'F') - 일본인 사업가 역
- 챌린지 (1982년)
- 캘리포니아 돌스 (1981년)
- 프리스코 키드 (1979년)
- 지구의 대참사 (1979년)
- 대전장 (1978년)
- 콰이어보이 (1977년) - 프랜시스 역
- 블랙 썬데이 (1977년)
- 미드웨이 (1976년)

### 텔레비전
- 매시 (1973-82)
- 올 인 더 패밀리 (1976-78) - 총 목사 역
- 형사 Q (1977-81)
- 매그넘 P.I. (1980-87)
- 낫츠 랜딩 (1981)
- 밀림의 사나이 (1982-83, Bring 'Em Back Alive)
- 달리는 사이먼 (1982-84)
- 다이너스티 (1987)
- 스타 트렉: 더 넥스트 제너레이션 (1989-94)
- 와이즈가이 (1990)
- 베벌리힐스 아이들 (1992, 1999)
- 배트맨 비욘드 (1999-2000) - 목소리
- 더 영 앤 더 레스트리스 (2006-12)
- 더 볼드 앤 더 뷰티풀 (2010-12)